# Suzanne Manning
Suzanne Louise Manning (B.Sc.(Hons), M.Ed. Ph.D.; * um das Jahr 1965) ist eine Expertin für die frühkindliche Erziehung in Neuseeland, Frauenrechtlerin und seit 2021 Präsidentin des National Council of Women of New Zealand.

## Frühes Leben
Suzanne Manning wurde vermutlich um das Jahr 1965 geboren. Über ihre Eltern, ihre Kindheit und ihre Schulbildung ist nichts bekannt.

## Ausbildung und Tätigkeiten
1983 begann sie ein Studium im Bereich Early Childhood Education and Teaching an der Victoria University of Wellington und schloss dieses im Jahr 1986 mit einem Bachelor of Science mit Auszeichnung ab. 1992 begann sie dann ein Fernstudium am Open Polytechnic of New Zealand und studierte dort bis 1996 Business Administration and Management. Von 2001 bis 2004 arbeitete sie als Bildungsbeauftragte in der Hutt Association Education, um das Erwachsenenbildungsprogramm zu beaufsichtigen. Sie beendete die Tätigkeit, um sich ihrem Studium an der Victoria University of Wellington zu widmen, wo sie im Bereich Early learning and adult/tertiary education studierte und im Jahr 2008 mit einem Master of Education abschloss. Während des Studiums arbeitete sie von 2005 bis 2009 als Casual Tutor im Bereich der Early childhood education (ECE, frühkindliche Erziehung) in Wellington und Wairarapa. Anschließend begann im Jahr 2010 beim Sprachinstitut Te Wānanga o Aotearoa die Maorische Sprache zu erlernen und schloss dort mit dem Level 2 die Sprachausbildung ab. Ein Jahr später schrieb sich Manning in der University of Auckland als Kandidatin für ein Studium unter dem Thema Education Policy Analysis ein, studierte bis zum September 2018 und schloss ein Jahr später mit einem Doctor of Philosophy (Ph.D.) ab. Während ihrer Dissertation war sie von Oktober 2012 bis September 2018 für das Education Standing Committee tätig, war von 2014 bis 2018 Advisory Board Member in der Hutt Playcentre Association, war von Januar 2014 bis Juli 2019 Learning Advisor, engagierte sich von 2015 bis 2017 als Tutor in dem Whitireia Community Polytechnic, war von Februar 2018 bis Juli 2018 als Senior Research Advisor tätig und von September 2018 bis September 2019 Mitglied des Parliamentary Watch Committee.

## Berufliche Karriere
Nach Erlangung ihres Ph.D. begann Manning eine Tätigkeit am Institute of Environmental Science & Research (ESR), wo sie als Teamleiterin am Bericht über zeitgenössische Rechtsfragen für das Waitangi Tribunal, für die Verbesserung der forensischen Dienste für Menschen, die einer geschlechtlichen Minderheit angehören, für das Lab Tikanga, das das Organ-on-a-chip-Programm der ESR beinhaltet und für die Geschichte des ESR Social Systems Team arbeitet.

## National Council of Women of New Zealand
Manning trat im Oktober 2012 dem National Council of Women of New Zealand bei, wurde im Februar 2021 zu stellvertretenden Präsidentin gewählt und übernahm das Amt der Präsidentin der Organisation im Oktober desselben Jahres.

## Werke
- Suzanne L. Manning: Playcentre is special": Playcentre, parenting and policy. Hrsg.: The University of Auckland. Januar 2019 (englisch, Online [abgerufen am 2. September 2024] Thesis for PhD).
- Suzanne L. Manning: Struggling to maintain diversity: The marginalisation of Playcentre in government early childhood education and care policy. In: Victoria University of Wellington (Hrsg.): The New Zealand Annual Review of Education. Volume 23, 30. Dezember 2018, S. 96–110, doi:10.26686/nzaroe.v23i0.5286 (englisch, Online [PDF; 589 kB; abgerufen am 2. September 2024]).
- Suzanne L. Manning: Beyond teacher/parent separation: Questioning the 100% qualified teacher policy. In: Early Childhood Folio. Volume 23, Number 1, 2019, doi:10.18296/ecf.0059 (englisch).
- Suzanne L. Manning: “Please bring a plate”: A metaphor for learning advisor practice based on Pacific values. In: Association of Tertiary Lerning Advisors of Aotearoa New Zealand (Hrsg.): ATLAANZ Journal. Volume 4, Number 1, August 2019, doi:10.26473/ATLAANZ.2019.1/001 (englisch).
- Suzanne L. Manning: Designing a funding system for Playcentre: Lessons from history. In: Early Education. Volume 65, September 2019, S. 5–10 (englisch).
- Suzanne L. Manning, Mat Walton: Ethical and responsible development of wastewater-based epidemiology technologies. Hrsg.: Institute of Environmental Science and Research. Juli 2020 (englisch).
- Suzanne L. Manning, Mat Walton: Public trust in science and research: Responsibility and ethics. In: Policy Quarterly. Volume 17, Issue 1, Februar 2021, S. 28–34 (englisch, Online [PDF; 1,4 MB; abgerufen am 2. September 2024]).
- Sudesh Raj Sharma, Mat Walton, Suzanne Manning, Virginia Baker, Maria Hepi: Realist Review of Interventions Influencing Waste Management and Minimization Practices in New Zealand: Protocol and Initial Program Theory. In: Sage Publications Inc (Hrsg.): Sage Journals. 15. Februar 2021, doi:10.1177/1609406920981453 (englisch).
- Sudesh Raj Sharma, Mat Walton, Suzanne L. Manning: Social Determinants of Health Influencing the New Zealand COVID-19 Response and Recovery: A Scoping Review and Causal Loop Diagram. In: MDPI (Hrsg.): Systems. Volume 9, Issue 3, Juli 2021, doi:10.3390/systems9030052 (englisch).
- Suzanne L. Manning, Helena Rattray-Te Mana, Mat Walton: Experiences of the forensic medical exam after sexual assault: Qualitative thematic synthesis. Report Number: FW21028. August 2021 (englisch).
- Suzanne L. Manning, Mat Walton: COVID-19 Surveillance in Wastewater: Communications and Equity. In: Institute of Environmental Science and Research (Hrsg.): Technical Report. Oktober 2021 (englisch).
- Sudesh Raj Sharma, Suzanne L. Manning, Mat Walton, Virginia Baker: Towards waste minimisation in Aotearoa New Zealand: A realist review and systemic analysis of waste interventions. In: Institute of Environmental Science and Research (Hrsg.): Technical Report. Juli 2022 (englisch).
- Suzanne L. Manning, Helena Rattray-Te Mana: Health and Justice: Experiences of the forensic medical examination after sexual assault. In: Forensic Science International: Reports. Volume 6. Elsevier, Dezember 2022, doi:10.1016/j.fsir.2022.100297 (englisch).
- Suzanne L Manning, Sudesh Raj Sharma, Mat Walton: Realist Review and System Dynamics as a Multimethod Qualitative Synthesis Approach for Analyzing Waste Minimization in Aotearoa New Zealand. In: MDPI (Hrsg.): Systems. Band 11, Nr. 8, Juli 2023, doi:10.3390/systems11080385 (englisch).
- Jamie Ataria, Virginia Baker, Carla Gee, Suzanne L. Manning, Robin Taua-Gordon, Mat Walton: System effects mapping: a tool for promoting collaborative community ecological action. In: Frontiers Media (Hrsg.): Frontiers in Environmental Science. Volume 24, 9. Februar 2024, doi:10.3389/fenvs.2024.1356065 (englisch).
- Suzanne L. Manning: Playcentre is special. Playcentre, parenting and policy. Hrsg.: University of Auckland. Januar 2019 (englisch, Online [PDF; 2,4 MB; abgerufen am 2. September 2024] A thesis submitted in fulfilment of the requirements for the degree of Doctor of Philosophy in Education).